# Алдамжаров, Бекдильда Айдильдаевич
Бекдилда Айдильдаевич Алдамжаров — казахский писатель, поэт, переводчик,литературный критик.

## Биография
Родился 3 апреля 1946 года в Казалинском районе Кызылординской области. Его отец Айдильда Алдамжар, железнодорожник, участвовал в Великой Отечественной войне в рядах железнодорожных войск.
Бекдильда Алдамжаров с детства любил народные сказания, поэмы, песни, которые читал и исполнял ему отец. С большим интересом изучал восточную, западную поэзию и прозу, историю. Обладал обширными и глубокими знаниями по мировой литературе, истории, культуре, философии, музыке. Читал оригиналы произведений на персидском, арабском, узбекском, английском, русском языках.
В 1970 году окончил филологический факультет КазГУ в Алматы. Работал в периодической печати: газетах «Лениншіл жас» (нынешней «Жас алаш»), «Ана тілі», «Үш қоңыр», издательстве «Жазушы», музыкальной редакции Казахского телевидения, Казахском радио, редакции журнала «Жулдыз».
Его первые стихи были опубликованы в печати в 1962 году, когда он ещё учился в школе. Изданы сборники стихов и поэм «Дождь» («Нөсер», 1968), «Времена года» («Жыл мезгілдері», 1969), «Лунные ночи» («Айлы түндер», 1970), «Свет и тьма» («Нұр мен түнек», 1972), «Я искал тебя» («Іздедім сені», 1977), «Месяц сентябрь» («Мизам айы», 1977).
Бекдильда Алдамжаров перевел на казахский язык поэмы «Манушехир» и «Кей Хосроу» из эпопеи Фирдоуси «Шахнаме», которые были изданы отдельными книгами в 1973 и 1976 годах. Также осуществил перевод произведений таких великих поэтов как Рудаки, Хайям, Саади, Хафиз, М.Салих, У.Шекспир, А.Пушкин, М.Лермонтов, А.Некрасов, А.Блок, С.Есенин, А.Твардовский, Е.Евтушенко, Б.Ахмадулина, Р.Рождественский, Зульфия М. Турсунзаде, С.Капутикян, Ш.Руставели, О.Челидзе и др.
Увидели свет его романы «Черный ливень» («Қара нөсер», 1981), «Лабиринт» («Жықпыл», 1985), а также исторический роман «Великий сель» («Ұлы сел», 1988 г., 1992 г.), состоящий из четырёх книг.

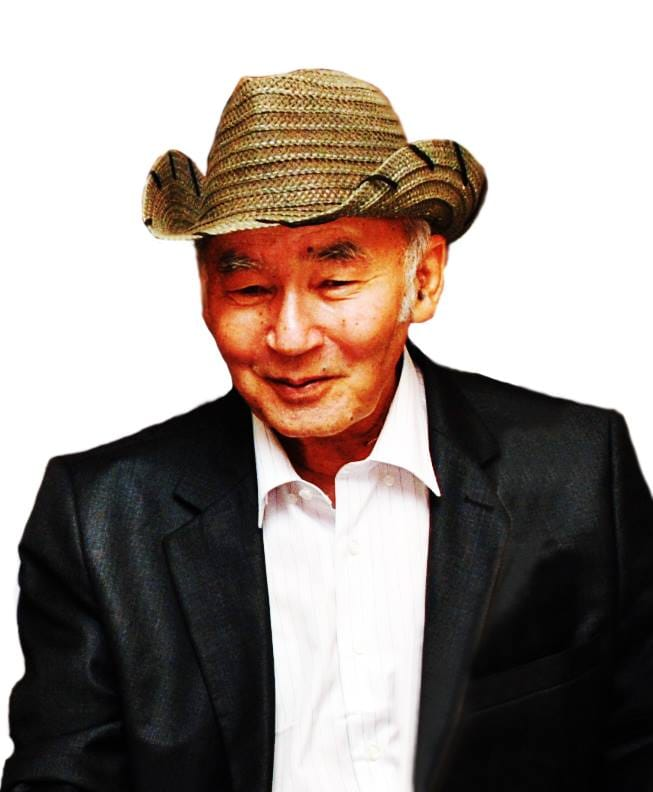
Бекдилда Алдамжаров, 2010 год, Алматы. Фото из семейного архива

Кроме того им собраны и изданы отдельной книгой произведения великого казахского поэта Балкы Базара («Назбедеу», 2007 г., переизданы в 2013 г.).
В 2011 году перевел с персидского языка рубаяты Омара Хайяма, на которые написал свои ответы в стиле диалога двух поэтов и издал книгой «Омар Хайям „Хайям-намэ — Ответы“» («Омар Хәййом „Хәййомнама — Жауапнама“»).
В 70-80-годы XX века перевел на казахский язык целый ряд песен: «День победы», «Катюша», «Темная ночь», «Моя любимая», «Синий платочек», «Смуглянка», «Журавли», «Услышь меня, хорошая», «Подмосковные вечера», «Спят курганы темные», «Три танкиста», «Сормовская лирическая», «Чертово колесо», «Оренбургский пуховый платок», «Голубой вагон», «Антошка», «Чунга-чанга», «Улыбка» и многие другие. Некоторые из них часто звучали в исполнении известных певцов, народных артистов Казахской ССР Р.Мусабаева, Е.Хасангалиева, С.Абусеитова.
Б. Алдамжаров занимался литературной критикой, писал исследовательские статьи на различные темы, является автором нескольких песен, которые были включены в сборник «Ауыл кеші көңілді».
Творческое наследие Бекдилды Алдамжарова — романы, рассказы, поэмы, стихи, переводы — представлены в 25 томах. Ряд произведений опубликованы на его персональном сайте www.aldamzhar.kz.